# Anopheles pseudobarbirostris
Anopheles pseudobarbirostris este o specie de țânțari din genul Anopheles, descrisă de Frank Ludlow în anul 1902. Conform Catalogue of Life specia Anopheles pseudobarbirostris nu are subspecii cunoscute.